# Université des sciences appliquées de Tallinn
L'université des sciences appliquées de Tallinn (en estonien : Tallinna Tehnikakõrgkool, en abrégé TTK) une université à Tallinn en Estonie, fondé en 1992. 

## Présentation
Il propose un enseignement supérieur professionnel et de la recherche appliquée dans les domaines de la technologie, de la production, du génie civil, de la logistique et de l'économie. L'université des sciences appliquées de Tallinn est la plus grande université de sciences appliquées d'Estonie, formant actuellement environ 3 000 étudiants.

## Facultés
En 2020, l'université est composé de  7 instituts: 
- Institut d'architecture,
- Institut d'économie circulaire et de technologie,
- Institut de l'habillement et du textile,
- Institut de génie civil,
- Institut de logistique,
- Institut de technologie
- Institut d'économie des services

et de quatre centres:
- Centre des sciences
- Centre des sciences humaines et économiques
- Centre sportif
- Centre d'entrepreneuriat

## Galerie

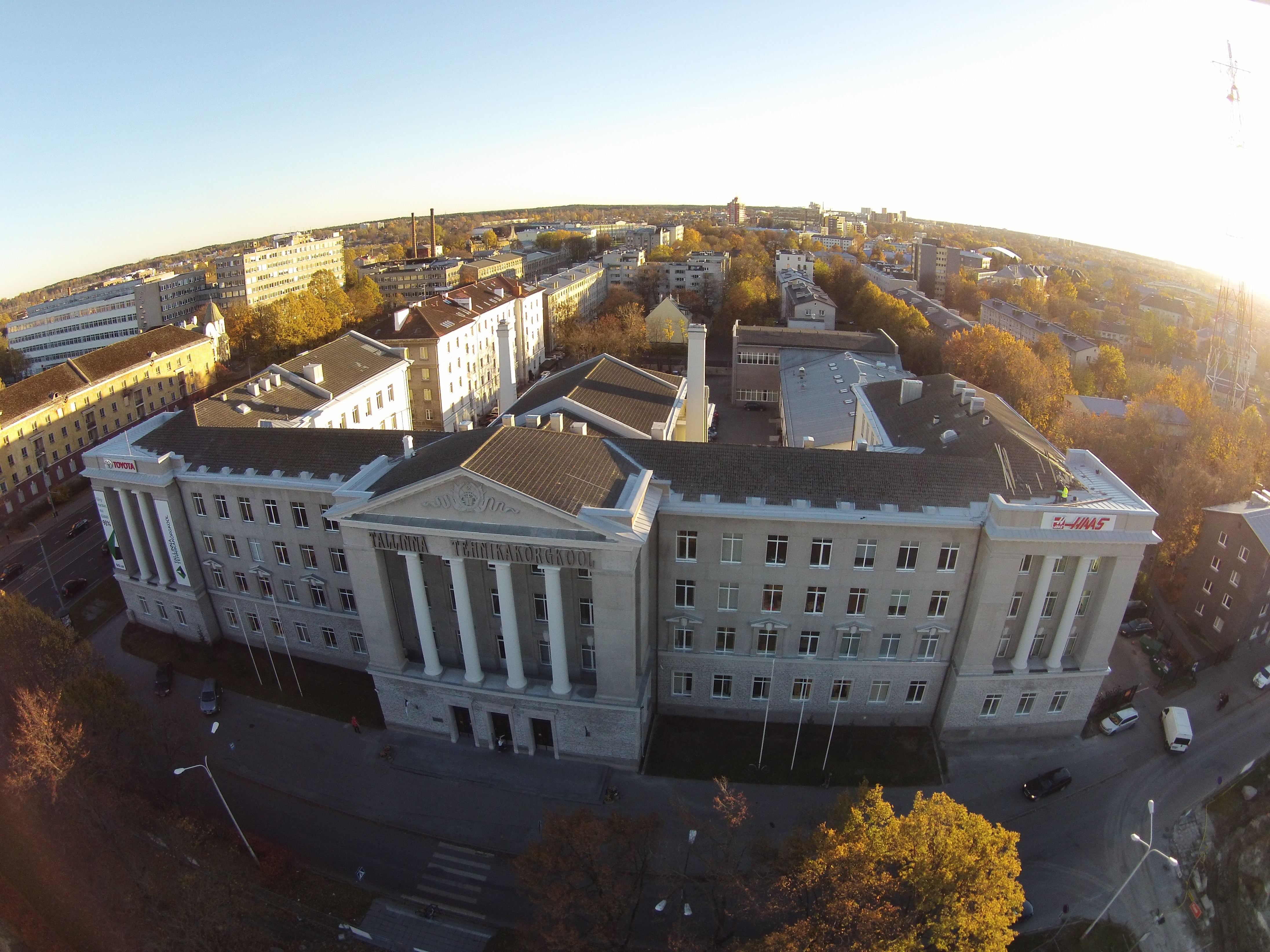
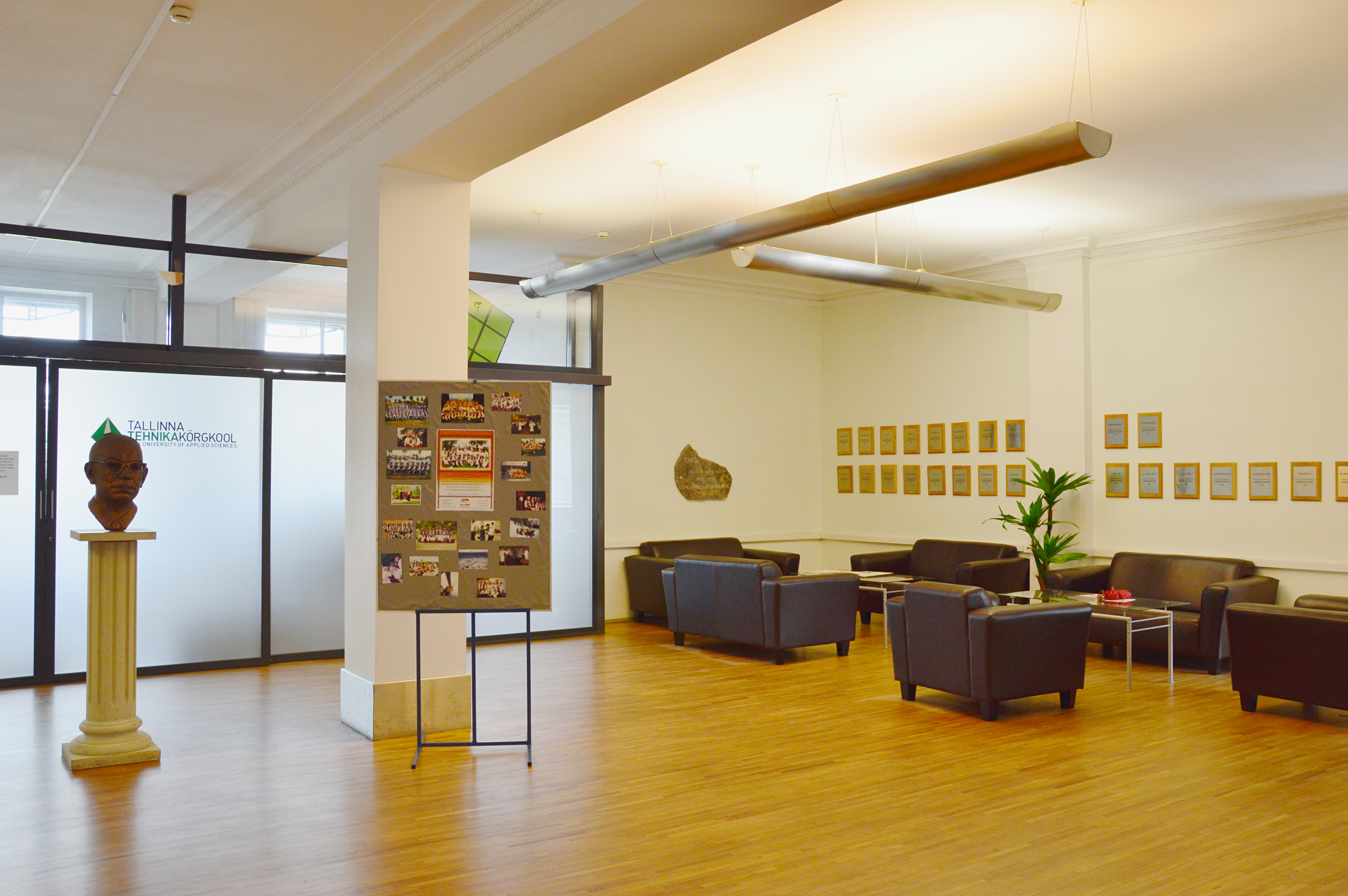
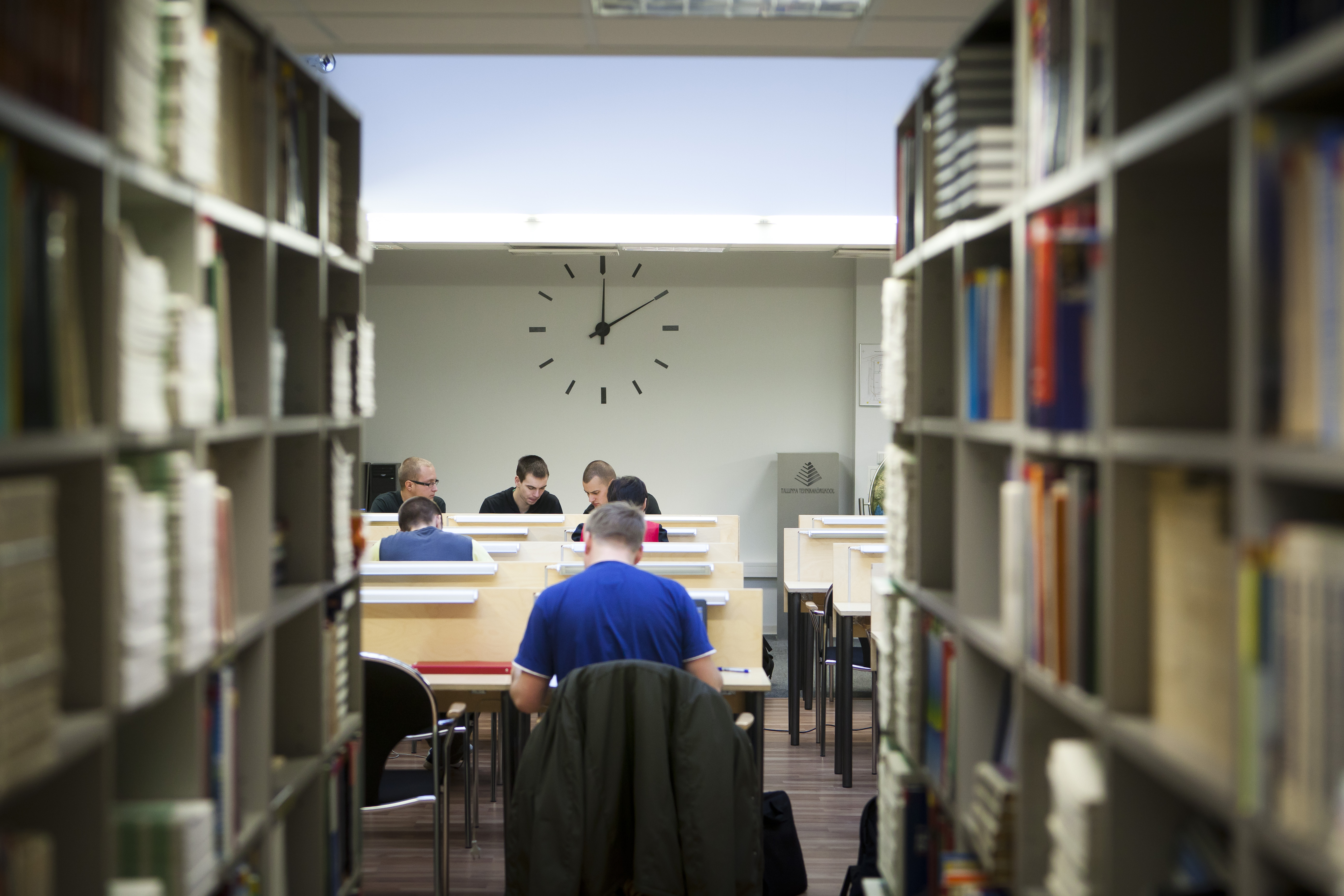
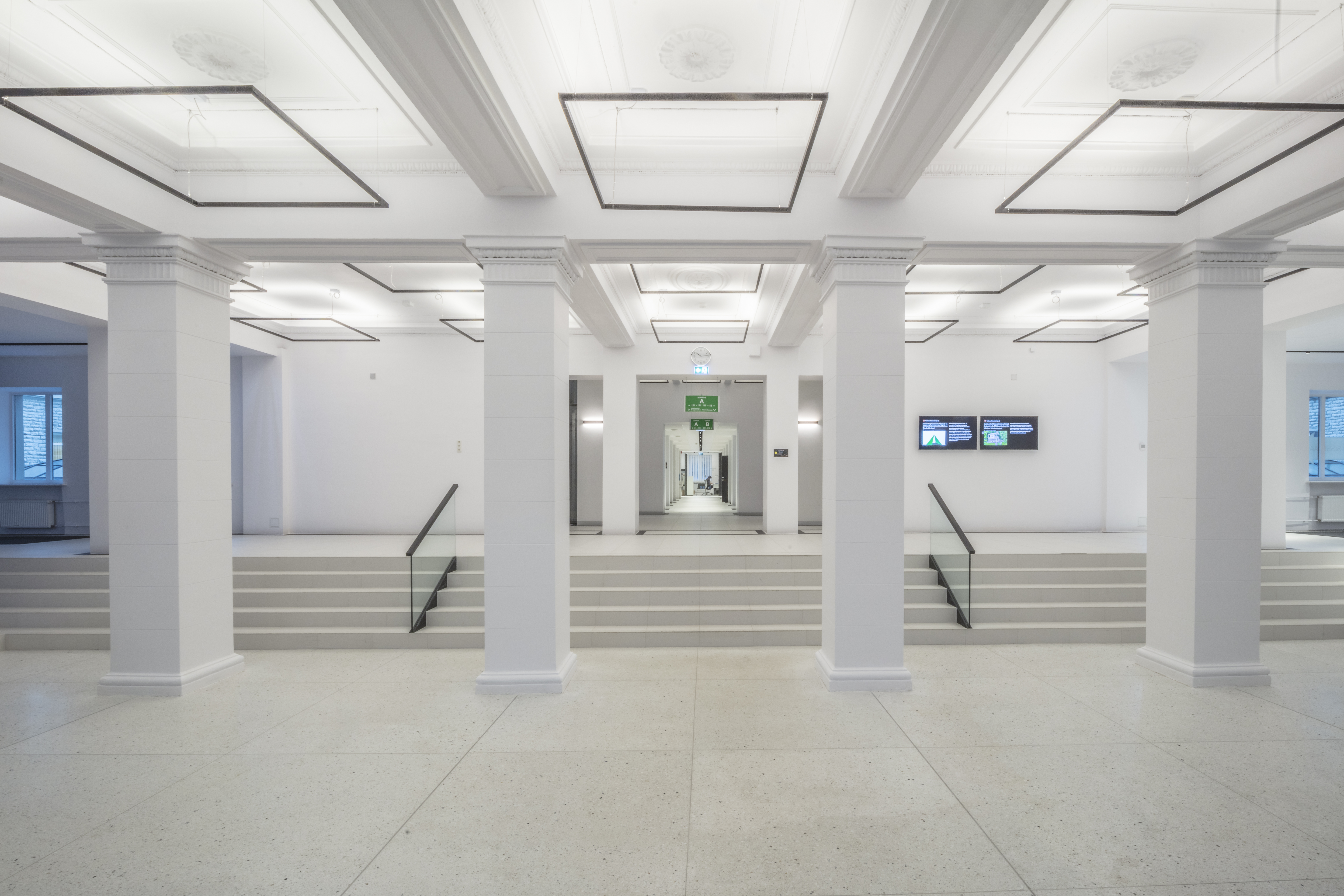